# Ізола (община)
Община Ізола (словен. Občina Izola) — одна з общин в західній Словенії з виходом до Адріатичного моря. Адміністративним центром є місто Ізола.

## Характеристика
Община на мапі має трикутну форму й має вихід до моря. Туризм, рибальство, винна та олійна справи є основними напрямками діяльності общини.

## Населення
У 2010 році в общині проживало 15867 осіб, 7988 чоловіків і 7879 жінок. Чисельність економічно активного населення (за місцем проживання), 6756 осіб. Середня щомісячна чиста заробітна плата одного працівника (EUR), 914.14 (в середньому по Словенії 966.62). Приблизно кожен другий житель у громаді має автомобіль (54 автомобіля на 100 жителів). Середній вік жителів склав 42,7 років (в середньому по Словенії 41.6). 